# Haplochromis brownae
Haplochromis brownae је зракоперка из реда Perciformes и фамилије Cichlidae.

## Угроженост
Ова врста се сматра угроженом.

## Распрострањење
Ареал врсте је ограничен на мањи број држава. 
Врста има станиште у Кенији, Танзанији и Уганди.

## Станиште
Станиште врсте су слатководна подручја.